# Nabot

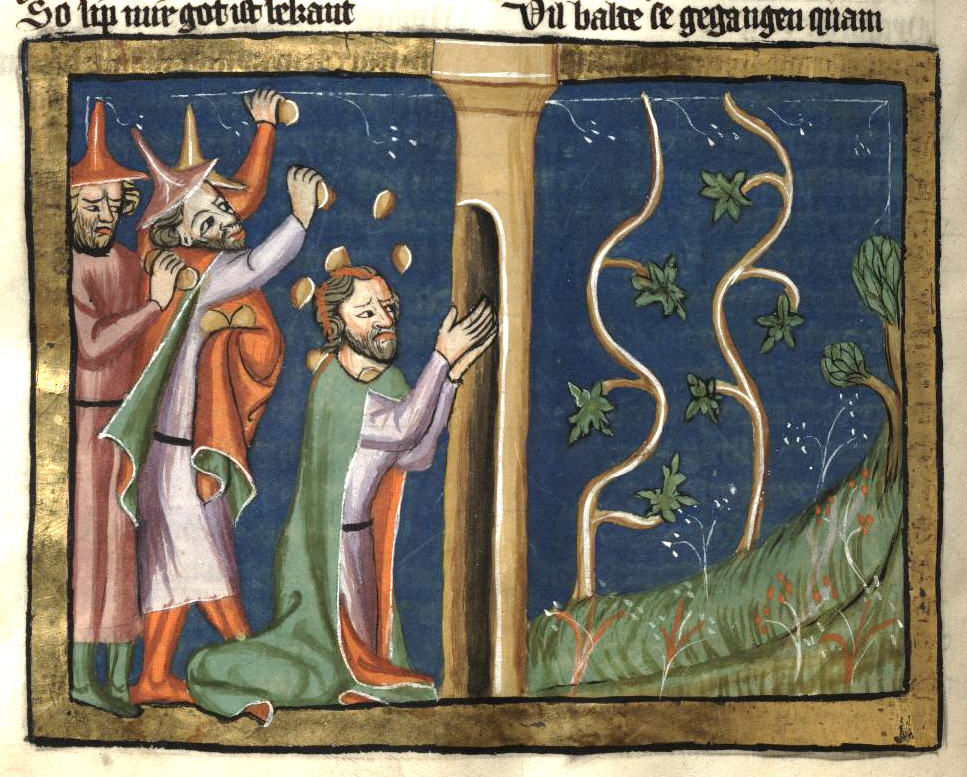
Nabot viene lapidato davanti alla sua vigna di Izreel, dalla Weltchronik di Rudolf von Ems (XIV sec.)

Nabot di Izreel (in ebraico: נבות, "frutti"; IX secolo a.C.) è la figura centrale di una storia dell'Antico Testamento (1 Re 21,1-16). 

## Nabot nell'Antico Testamento
Secondo la storia, Nabot era il proprietario di un terreno sul versante orientale della collina di Izreel. Descritta come una vigna, sembra essere stato tutto ciò che egli possedeva e si trovava vicino al palazzo di Acab, re di Samaria, il quale la desiderava  per "usarla come orto" (probabilmente come  giardino cerimoniale per il culto di Baal). Il re prometteva un congruo compenso o un pagamento adeguato al valore; Nabot, tuttavia, aveva ereditato la terra da suo padre, e, secondo la legge ebraica, non poteva alienarla. Di conseguenza, si rifiutò di venderla al re.
Acab divenne profondamente abbattuto per non essere in grado di acquisire la vigna. Tornato al suo palazzo, crollò in depressione, si sdraiò sul suo letto, con la faccia al muro e si rifiutò di mangiare. Sua moglie, Gezabele, dopo aver appreso il motivo della sua depressione (dopo averlo esortato a tornare al suo ruolo dicendo ironicamente: "Sei tu il re o no?"), gli promise che avrebbe ottenuto la vigna per lui. Per fare ciò, complottò per uccidere Nabot in un processo-farsa: scrisse lettere contraffatte agli anziani e ai capi di Izreel dicendo di istituire un digiuno e di far accusare Nabot da due persone inique; di condannarlo e di farlo lapidare. Quando tutto ciò fu fatto, Gezabele disse ad Acab che Nabot era morto e che poteva prendere possesso della vigna come erede legale. 
Come punizione per questa azione, il profeta Elia visitò Acab mentre era nella vigna, pronunciando una condanna su di lui. Acab si umiliò alle parole di Elia e fu di conseguenza risparmiato, mentre la distruzione profetizzata colpì invece suo figlio Ioram.